# هاري هويل
هاري هويل (بالإنجليزية: Harry Howell)‏ (28 يونيو 1895 في المملكة المتحدة - 1935) هو لاعب كرة قدم بريطاني (وحمل سابقاً جنسية المملكة المتحدة لبريطانيا العظمى وأيرلندا) في مركز الهجوم. لعب مع نورويتش سيتي.